# Gympie-Nationalpark
Der Gympie-Nationalpark (englisch Gympie National Park) ist ein 18 Quadratkilometer großer Nationalpark in Queensland, Australien.

## Lage
Er liegt in der Region Wide Bay-Burnett im Hinterland der Sunshine Coast etwa 150 Kilometer nördlich von Brisbane und 90 Kilometer südlich von Hervey Bay. Von Gympie aus gelangt man über die Sandy Creek Road in nördliche Richtung und passiert nach acht Kilometern zwei Teile des dreigeteilten Nationalparks. Im Nationalpark gibt es keine Besuchereinrichtungen.
In der Nachbarschaft liegen die Nationalparks Goomboorian, Woondum, Glastonbury und Amamoor.

## Flora
Der Nationalpark schützt bis zu 300 Meter hoch gelegenen, küstennahen subtropischen Regenwald.
Im Park sind zahlreiche Pflanzenfamilien beheimatet, darunter Wolfsmilchgewächse, Hundsgiftgewächse, Myrtengewächse wie zum Beispiel Swamp Mahogany (Eucalyptus robusta), Seifenbaumgewächse und Rautengewächse.